# 凌思浩
凌思浩（1991年2月2日—），中国足球运动员。

## 职业生涯
2006年，凌思浩抱着试试看的目的参加了鲁能足校U15队的选拔，结果凌思浩被鲁能足校的教练相中，进入鲁能U15队的凌思浩迈出了职业足球生涯的第一步，当年就随队得到全国U15联赛冠军。2011年，凌思浩加盟家乡球队河南建业，但由于队内洛阳球员失势，整个赛季都未有为河南建业上场比赛。
2012年，凌思浩到深圳红钻试训，在一场旨在考察试训球员的队内对抗中，凌思浩给主教练特鲁西埃留下不错的印象，凌思浩以自由转会的方式转会到深圳红钻，与他一同加盟深圳红钻的还有他的河南建业队友张世昌和于乐。职业赛场的首个赛季，凌思浩交出一份合格的表现。
2013年，凌思浩抓住主力流失的机会上位成为常备主力，获得更多的机会。